# Evert Bastet
Evert Bastet (Maracaibo, 30 de maio de 1950) é um velejador canadense, medalhista olímpico. Ele competiu nos Jogos Olímpicos de Verão de 1984 na classe Flying Dutchman e conquistou a medalha de prata, ao lado de Terry McLaughlin.
Bastet teve sucesso no Campeonato Mundial em Rochester em 1973. Ele conquistou o título com Hans Fogh e com Terry McLaughlin em Malmö em 1980, e também garantiu a medalha de bronze com Fogh em Weymouth em 1974 e com McLaughlin em Geelong em 1982. Em 1976, Bastet conquistou o título no Campeonato Aberto da Europa. Em 1994 ele foi incluído no Hall da Fama Olímpico do Canadá.